# Bukayo Saka
Bukayo Ayoyinka Temidayo Saka (nascut el 5 de setembre de 2001) és un futbolista professional anglès que juga com a extrem dret al club Premier League Arsenal FC i a la selecció d'Anglaterra. Conegut per la seva creativitat, el seu regateig i el seu ritme de treball, és considerat un dels millors jugadors del món.
Saka ha passat tota la seva carrera al primer equip de l'Arsenal, on ha guanyat una FA Cup i dues FA Community Shields, convertint-se progressivament en un dels jugadors més influents de l'Arsenal. Després de les temporades 2020-21 i 2021-22, va ser nomenat Jugador de la Temporada de l'Arsenal.
Saka va representar Anglaterra en diversos nivells juvenils abans de debutar amb la selecció absoluta l'octubre de 2020. Va formar part de les seleccions d'Anglaterra per a l'Eurocopa 2020 i 2024, en les quals Anglaterra va acabar subcampiona, i per a la Copa del Món de la FIFA 2022.

## Primers anys
Bukayo Ayoyinka Temidayo Saka va néixer el 5 de setembre de 2001 a Ealing, al Gran Londres, de pares nigerians ioruba, Adenike i Yomi Saka, el més jove de dos fills. Els seus pares van emigrar a Londres des de Nigèria com a migrants econòmics. Va assistir a l'escola primària Edward Betham Church of England abans de l'institut Greenford, on va obtenir bones notes als seus GCSE, aconseguint quatre A*s i tres A. Abans d'unir-se a l'Arsenal, Saka va jugar a futbol juvenil al club local Greenford Celtic. En una entrevista, Saka va declarar la importància del seu pare, Yomi, en la seva carrera futbolística: "És una gran inspiració per a mi. Des de jove, sempre em va mantenir amb els peus a terra, em va mantenir humil."
El seu nom "Bukayo" prové de la llengua ioruba que es parla al sud de Nigèria i que significa "afegeix felicitat".

## Carrera de club

### Inici de la carrera professional
Havent jugat anteriorment per a equips juvenils del Watford, Saka es va incorporar a l'acadèmia Hale End de l'Arsenal als set anys.
El 2020, l'entrenador de l'Arsenal sub-16, Trevor Bumstead, va dir: "Bukayo sempre va destacar en els equips més joves. Era un jugador fantàstic que prenia decisions. Sabia quan havia de superar la gent i quan havia de passar, a més de tenir uns atributs físics brillants i un caràcter i una personalitat molt bons". Quan va complir 17 anys, Saka va signar un contracte professional amb l'Arsenal i va ascendir a l'equip sub-23.
El 29 de novembre de 2018, Saka va debutar amb el primer equip de l'Arsenal en el partit de la UEFA Europa League contra el Vorskla Poltava, entrant com a substitut d'Aaron Ramsey al minut 68. El 13 de desembre, Saka va debutar per primera vegada a casa amb l'Arsenal en el partit de l'Europa League contra el Qarabağ. L'1 de gener de 2019, Saka va debutar a la Premier League en una victòria per 4-1 contra el Fulham després d'entrar per Alex Iwobi al minut 83. Es va convertir en el primer jugador nascut el 2001 a jugar en un partit de la Premier League. Va ser suplent no utilitzat a la final de la UEFA Europa League de 2019, derrotada per 4-1 contra el Chelsea el 29 de maig, i va rebre una medalla de subcampió.

### 2019–2020: Esclat i victòria a la FA Cup
Saka va marcar el seu primer gol el 19 de setembre, amb un bon xut des de llarga distància que va arribar a la cantonada contra l'equip alemany Eintracht Frankfurt a l' Europa League. Va acabar el partit amb dues assistències, també al seu nom, en una victòria per 3-0. Saka va ser recompensat pels seus esforços a Alemanya amb el seu primer partit com a titular a la Premier League, en una victòria per 3-2 a casa contra l'Aston Villa. Després va fer una assistència a Pierre-Emerick Aubameyang, cosa que va facilitar l'empat de l'Arsenal en un empat 1-1 a Old Trafford contra el Manchester United FC.
Després de les lesions de Sead Kolašinac i Kieran Tierney, Saka va començar a establir-se com a titular al primer equip de l'Arsenal com a lateral esquerre. El 27 de gener de 2020, va marcar el primer gol de la victòria de l'Arsenal per 2-1 a la quarta ronda de la FA Cup contra l'AFC Bournemouth després de culminar una jugada de 22 passades. També va fer una assistència al segon gol, que va ser marcat per Eddie Nketiah. El gol va ser posteriorment votat com a gol de la ronda per BBC Sport. Després d'un descans de dues setmanes a mitja temporada, Saka va marcar el seu retorn a l'acció a casa contra el Newcastle United amb una assistència al gol de Nicolas Pépé. Després va servir Alexandre Lacazette per a la seva novena assistència de la temporada en una victòria per 1-0 fora de casa contra l'Olympiacos a l'Europa League. Aquella temporada va aconseguir el doble d'assistències després de centrar per Nketiah en una emocionant victòria per 3-2 a casa contra l'Everton.
L'1 de juliol de 2020, Saka va signar un nou contracte a llarg termini amb l'Arsenal. L'entrenador Mikel Arteta va elogiar Saka i va dir: "Crec que representa tots els valors que representa aquest club de futbol. Ha passat per l'acadèmia i s'ha guanyat el seu respecte amb treball dur i responsabilitat, i es pot veure la progressió que està tenint com a jugador, però també com a persona". El 4 de juliol de 2020, va marcar el seu primer gol a la Premier League amb el club contra el Wolverhampton Wanderers, amb una mitja volea superant el porter Rui Patrício, en una victòria per 2-0. Va ser suplent no utilitzat quan l'Arsenal va derrotar el Chelsea per 2-1 per guanyar la seva 14a FA Cup. Va quedar tercer en la votació per al premi al Jugador de la Temporada de l'Arsenal a la temporada 2019-20.

### 2020–2022: Jugador de la temporada de l'Arsenal dos cops consecutius
El 29 d'agost de 2020, Saka va ser titular i va fer una assistència per a Pierre-Emerick Aubameyang a la FA Community Shield 2020, en què l'Arsenal, guanyador de la FA Cup 2019-20, va aconseguir una victòria per 5-4 als penals contra el Liverpool, guanyador de la Premier League 2019-20, després que el partit acabés 1-1 als 90 minuts. Saka va obrir el seu compte per a la temporada 2020-21 el 4 d'octubre, marcant en una victòria per 2-1 contra el Sheffield United a l'Emirates Stadium. El 8 de novembre, Saka va rematar una centrada de Matt Targett i va marcar un gol en pròpia porta en una derrota per 3-0 a casa contra l'Aston Villa.
El 26 de desembre de 2020, Saka va marcar en el seu 40è partit a la Premier League amb l'Arsenal en una victòria per 3-1 a casa contra el Chelsea. A causa de les seves actuacions al desembre de 2020, més tard va ser votat com a Jugador del Mes de l'Arsenal. Va ser votat com a Jugador del Mes de nou al gener de 2021, després d'haver marcat tres gols i una assistència. El seu gol contra el West Bromwich Albion va ser votat com a subcampió del Gol del Mes de l'Arsenal. Saka va ser nomenat Jugador del Mes per tercera vegada al febrer després de contribuir amb un gol i dues assistències.
El 6 de març de 2021, Saka va fer el seu 50è partit a la Premier League amb l'Arsenal en un empat a 1 fora de casa contra el Burnley; és el segon jugador més jove de la història del club a assolir aquesta fita. El 15 d'abril, Saka va marcar un gol i va ajudar l'Arsenal a guanyar per 4-0 el Slavia Praga als quarts de final de l' Europa League. Després de la seva bona actuació, va ser nomenat Jugador de la Setmana de l'Europa League. Va acabar la temporada amb set gols i set assistències en 46 aparicions en totes les competicions, ja que va ser elegit Jugador de la Temporada de l'Arsenal, després d'haver quedat tercer la campanya anterior. També va ser nomenat a la llista de finalistes del Jugador Jove de la Temporada de la PFA, que finalment va guanyar Phil Foden, del Manchester City.
Saka va marcar el seu primer gol de la nova temporada en una victòria per 6-0 a la segona ronda de la Copa EFL contra el West Bromwich Albion a The Hawthorns a finals d'agost. Va marcar el seu primer gol a la Premier League de la temporada al setembre contra el Tottenham Hotspur a l'Emirates Stadium, alhora que va fer una assistència al gol d'Emile Smith Rowe en una victòria per 3-1. El 30 d'octubre, Saka va fer el seu 100è partit amb l'Arsenal, marcant l'ocasió amb una assistència en una victòria per 2-0 fora de casa contra el Leicester City. El 26 de desembre, Saka va marcar els seus primers dos gols en la victòria de l'Arsenal contra el Norwich City per 5-0 a Carrow Road. D'aquesta manera, Saka va esdevenir el segon jugador més jove, després de Nicolas Anelka, en marcar 10 gols a la Premier League amb l'Arsenal.
El 19 de març de 2022, Saka va marcar el gol número 2000 de l'Arsenal a la història de la Premier League, quan els Gunners van derrotar l'Aston Villa per 1-0 a Villa Park. Arran de les seves actuacions durant el març de 2022, que van incloure dos gols i una assistència, Saka va ser nominat al premi al Jugador del Mes de la Premier League. Va marcar el seu desè gol de la Premier League de la temporada (per primera vegada a la seva carrera) el 20 d'abril, en una victòria per 4-2 a fora de casa contra el Chelsea.
L'Arsenal va acabar cinquè a la Premier League, sense aconseguir la classificació per a la Lliga de Campions de la UEFA per a la temporada següent. Després d'acabar la temporada com a màxim golejador del club, va ser nominat als premis de Jugador de la Temporada de la Premier League, Jugador Jove de la Temporada de la Premier League i Jugador Jove de l'Any de la PFA. Saka va ser nomenat Jugador de la Temporada de l'Arsenal per segona temporada consecutiva, convertint-se en la primera persona a retenir el premi des que Thierry Henry ho va guanyar el 2003 i de nou el 2004.

### 2022–present: aspirant al títol

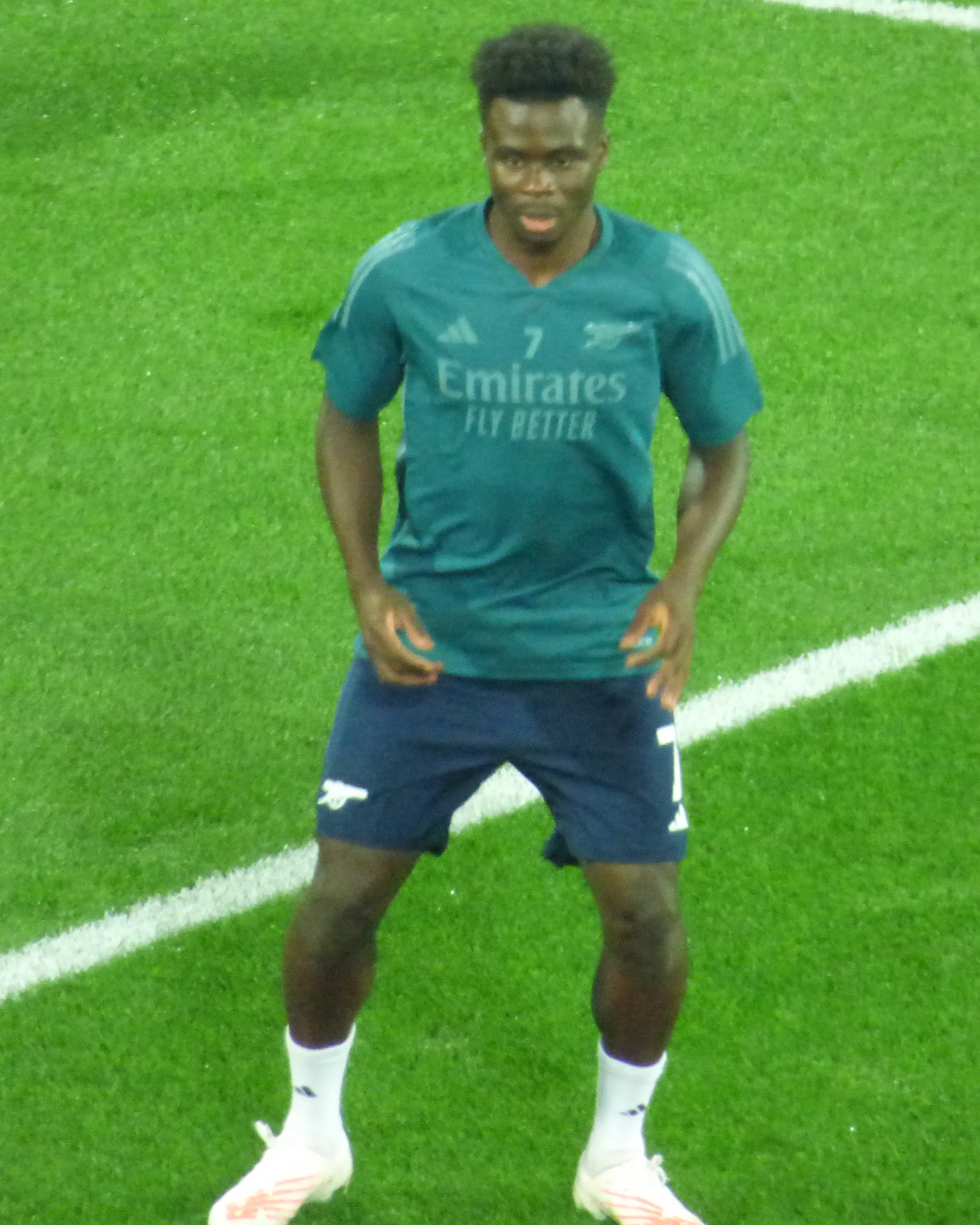
Saka entrenant amb l'Arsenal el 2023

Saka va tenir un paper fonamental per a l'Arsenal durant la temporada 2022-23, marcant gols crucials i fent assistències mentre l'Arsenal aspirava a guanyar el seu primer títol de la Premier League des del 2003-04. El 20 d'agost de 2022, va fer el seu 100è partit a la Premier League en una victòria per 3-0 a Bournemouth, convertint-se en el segon jugador més jove de l'Arsenal a aconseguir aquesta fita. Va marcar el primer gol de la temporada en una derrota per 3-1 fora de casa contra el Manchester United FC el 4 de setembre. En el seu següent partit de la Premier League, el 18 de setembre, Saka donaria dues assistències als seus companys d'equip William Saliba i Fábio Vieira en una victòria per 3-0 fora de casa a Brentford, un resultat que va enviar l'Arsenal al capdamunt de la taula. A l'octubre, Saka marcaria en tres partits consecutius per primera vegada a la seva carrera, amb dos gols contra el Liverpool el 9 d'octubre i gols contra el Bodø/Glimt a l'Europa League i el Leeds United a la Premier League el 13 i el 16 d'octubre, respectivament.
El 26 de desembre de 2022, Saka va marcar l'empat en el primer partit de l'Arsenal des de la finalització de la Copa del Món, una victòria per 3-1 contra el West Ham United. Va tornar a marcar en el seu següent partit contra el Brighton & Hove Albion, una victòria per 4-2 fora de casa. El 15 de gener de 2023, Saka va proporcionar l'assistència al gol de Martin Ødegaard contra el Tottenham Hotspur, que va permetre a l'Arsenal segellar la seva primera victòria a la lliga fora de casa contra el seu rival des del 2014. Una setmana després, el 22 de gener, Saka va marcar des de llarga distància en una eventual victòria per 3-2 a casa contra el Manchester United. Aquest gol va ser votat posteriorment com el Gol del Mes de l'Arsenal del gener de 2023.
El 13 de març de 2023, Saka va rebre el premi al Jugador Jove Masculí de l'Any als London Football Awards 2023. Després va ser guardonat amb el premi al Jugador del Mes de la Premier League del març de 2023. El 23 de maig, Saka va signar un contracte a llarg termini amb l'Arsenal, que el comprometia amb el club fins al 2027. Al final de la temporada, va ser nominat als premis al Jugador de la Temporada de la Premier League, al Jugador Jove de la Temporada de la Premier League i al Futbolista de l'Any de la FWA. Saka va ser nomenat Jugador Jove de l'Any de la PFA per a la temporada 2022-23.
El 12 d'agost de 2023, el gol de Saka va ajudar a segellar una victòria per 2-1 sobre el Nottingham Forest en el primer partit de l'Arsenal de la temporada 2023-24 de la Premier League. El 26 d'agost, Saka va fer la seva 83a aparició consecutiva a la Premier League amb l'Arsenal contra el Fulham, cosa que va establir un rècord del club. El 20 de setembre, va marcar el seu primer gol a la Champions League i va fer una assistència en una victòria per 4-0 sobre el PSV en el seu debut a la competició. El 28 d'octubre, Saka va ser el capità de l'Arsenal per primera vegada en una victòria per 5-0 a casa contra el Sheffield United. Va fer la seva 200a aparició amb el club el 5 de desembre de 2023 en una victòria per 4-3 sobre el Luton Town a Kenilworth Road, convertint-se en el quart jugador més jove de l'Arsenal a assolir la fita. L'11 de febrer de 2024, Saka va superar els 50 gols amb l'Arsenal amb dos gols en una victòria per 6-0 fora de casa contra el West Ham, i va esdevenir el jugador més jove de l'Arsenal a aconseguir-ho a la Premier League.

## Carrera internacional

### Carrera juvenil
Saka va debutar amb la selecció anglesa sub-16 el 24 d'agost de 2016 com a substitut en una victòria per 3-1 fora de casa contra Romania en un amistós. Va debutar com a titular dos dies després en una derrota per 2-1 contra el mateix rival en un altre amistós, en què va marcar. Saka va formar part de l'equip per al Torneig de Desenvolupament Sub-16 de la UEFA 2017, i va fer dues aparicions quan Anglaterra va acabar el torneig com a subcampiona. Va acabar la seva carrera sub-16 amb sis aparicions i un gol del 2016 al 2017.
La seva primera participació amb la selecció anglesa sub-17 va ser al Torneig Internacional FA de 2017, debutant el 18 d'agost de 2017 en el seu primer partit, una victòria a casa per 3-2 contra Turquia, en què va marcar un gol. Saka va fer una altra aparició al torneig, en què Anglaterra va acabar subcampiona. Va formar part de l'equip del Torneio Internacional do Algarve de 2018, i va fer dues aparicions amb Anglaterra classificada en tercera posició. Saka va ser convocat per a l'equip del Campionat d'Europa Sub-17 de la UEFA de 2018 a Anglaterra, i va participar en els cinc partits de l'equip al torneig. Anglaterra va ser eliminada per 6-5 a la tanda de penals pels Països Baixos a la semifinal després d'un empat a 0 a la pròrroga, tot i que Saka va marcar el seu llançament de penal a la tanda de penals. Va jugar nou partits amb la selecció sub-17, marcant un gol, del 2017 al 2018.
Saka va formar part de la selecció anglesa sub-18 per al Torneig de Limoges 2018 a França, i va debutar al partit inaugural d'Anglaterra, una victòria per 3-0 contra els Països Baixos el 5 de setembre de 2018. Va marcar el gol de la victòria amb un penal en la victòria d'Anglaterra per 2-1 contra França el 9 de setembre, en què Anglaterra va guanyar el torneig. Anglaterra va guanyar els seus tres partits al torneig, i Saka va participar en cada partit. Va acabar la seva carrera sub-18 amb un gol en cinc aparicions, totes elles el 2018.
El 14 de novembre de 2018, Saka va marcar en el seu debut amb la selecció anglesa sub-19 en una victòria per 4-0 contra Moldàvia en un partit de la primera ronda de classificació del Campionat d'Europa sub-19 de la UEFA 2019 a Turquia, al qual va entrar com a substitut al minut 82. Va ser titular per primera vegada en aquest nivell el 20 de març de 2019, en una victòria per 4-1 a casa contra la República Txeca en un partit de la ronda de classificació elit del Campionat d'Europa sub-19 de 2019. Saka va marcar dos gols en el partit, al minut 11 i al 56. Va jugar 10 partits amb la selecció sub-19, marcant quatre gols, del 2018 al 2019.

### Carrera sènior

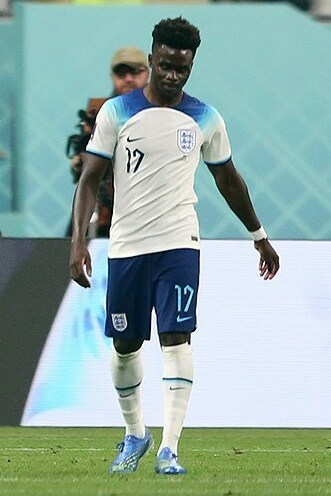
Saka jugant amb la selecció anglesa a la Copa del Món de la FIFA 2022

El 4 de setembre de 2020, Saka va fer la seva única aparició amb la selecció anglesa sub-21 quan va ser titular en una victòria per 6-0 fora de casa contra Kosovo en la classificació per al Campionat d'Europa sub-21 de la UEFA de 2021. L'1 d'octubre, Saka va ser convocat a la selecció anglesa per primera vegada, i va debutar internacionalment com a titular en una victòria per 3-0 contra Gal·les. Després d'haver jugat quatre vegades amb Anglaterra, Saka ara està lligat a Anglaterra internacionalment i ja no pot representar Nigèria.
Saka va ser inclòs a la convocatòria de 26 jugadors per a l'Eurocopa 2020. El 2 de juny, en un amistós contra Àustria, Saka va marcar el seu primer gol amb la selecció absoluta, l'únic gol en una victòria per 1-0. Va ser titular en el tercer partit de la fase de grups de l'Eurocopa 2020, el 22 de juny contra la República Txeca, i va ser nomenat el millor jugador del partit. L'11 de juliol, a la final del torneig contra Itàlia, Saka va entrar com a substitut de Kieran Trippier. Després de la pròrroga, Saka va ser escollit per llançar el cinquè penal de l'equip durant la tanda de penals posterior, que va ser el seu primer penal a nivell absolut. El xut de Saka va ser aturat pel porter Gianluigi Donnarumma i, com a resultat, Itàlia va guanyar la tanda de penals i el torneig. Saka va patir insults racistes en línia després de fallar el penal. El 15 de juliol, Saka va dir que «va saber a l'instant la mena d'odi» que rebria després que li aturessin el penal, i va afegir: «... i és una trista realitat que les vostres poderoses plataformes no estan fent prou per aturar aquests missatges».
El 23 de setembre de 2022, Saka va ser nomenat Jugador Masculí de l'Any d'Anglaterra per a la temporada 2021-22, per davant de Declan Rice i Harry Kane, convertint-se en el primer jugador de l'Arsenal a guanyar aquest honor. Saka va ser inclòs a la selecció de 26 jugadors d'Anglaterra per a la Copa del Món de la FIFA 2022 a Qatar. Va marcar dos gols en una victòria per 6-2 contra l'Iran en el primer partit d'Anglaterra al torneig i un gol en la derrota d'Anglaterra per 3-0 contra el Senegal als vuitens de final. El 10 de desembre, Saka va ser titular en la derrota d'Anglaterra per 2-1 als quarts de final contra França, i va ser nomenat jugador del partit per BBC Sport i L'Équipe. El 19 de juny de 2023, va marcar el seu primer hat-trick en una victòria per 7-0 a casa contra Macedònia del Nord a la fase de classificació per a l'Eurocopa 2024.
El 5 de setembre de 2023, Saka va ser nomenat Jugador de l'Any d'Anglaterra per segona temporada consecutiva, després d'haver marcat set gols en deu partits internacionals durant la temporada 2022-23. Va ser inclòs a la selecció anglesa de 26 jugadors per a l'Eurocopa 2024.
El juny de 2024, Saka va ser inclòs a la convocatòria de 26 jugadors d'Anglaterra per a l'Eurocopa 2024. En el partit inaugural de l'equip contra Sèrbia, va començar per la dreta de l'atac i va centrar el gol de Jude Bellingham per donar a Anglaterra una victòria per 1-0 que els va situar al capdavant del Grup C. En el partit de quarts de final contra Suïssa, va ser nomenat jugador del partit, marcant el gol de l'empat a 1 i també marcant en la posterior victòria als penals.

## Vida personal
El futbolista preferit de Saka és Thierry Henry i cita Alexis Sánchez com a influència, dient que fins i tot va intentar copiar les botes de Sánchez quan era jugador del planter. Entre els antics companys d'equip, Saka va dir que David Luiz va ser el que més el va ajudar en la seva carrera, dient que "es va esforçar molt" per ajudar molts joves de l'Arsenal "dins i fora del camp".
Saka és un cristià practicant i ha dit que llegeix la Bíblia cada nit.
El març de 2024, Saka va llançar la seva pròpia gamma de salsa peri-peri anomenada "PERi-PERi Saka" a la cadena de restaurants Nando's.
Saka té una relació amb la Tolami Benson, i prefereixen mantenir la seva relació en gran part en privat.

## Palmarès
Arsenal
- Copa FA: 2019–20[128]
- Escut de la comunitat FA: 2020,[129] 2023[130]
- Subcampió de la Lliga Europa de la UEFA: 2018–19[131]

Anglaterra
- Subcampió de l'Eurocopa de la UEFA: 2020,[132] 2024[133]

Individual
- Jugador masculí de l'any d'Anglaterra : 2021–22,[134] 2022–23[119]
- Jugador del mes de la Premier League : març de 2023
- Equip de l'any de la PFA : Premier League 2022–23[135]
- Jugador jove de l'any de la PFA : 2022–23[135]
- Jugador de la temporada de l'Arsenal : 2020–21,[136] 2021–22[137]
- Equip mundial juvenil masculí (sub-20) de l'IFFHS: 2021[138]
- Premis London Football al Jugador Jove Masculí de l'Any: 2023[139]